# 1168년

## 연호
- 남송(南宋) 건도(乾道) 4년
- 금(金) 대정(大定) 8년
- 일본(日本) 닌난(仁安) 3년
- 서하(西夏) 천성(天盛) 20년
- 리 왕조(李朝) 찐롱바오응(正隆寶應) 6년

## 기년
- 남송(南宋) 효종(孝宗) 6년
- 금(金) 세종(世宗) 8년
- 고려(高麗) 의종(毅宗) 22년
- 서하(西夏) 인종(仁宗) 29년
- 리 왕조(李朝) 영종(英宗) 31년

## 탄생
- 8월 31일 - 금나라의 제6대 황제 금 장종. (~1208년)